# DHC–1 Chipmunk
A DHC–1 Chipmunk egy egymotoros, alsószárnyas, műrepülésre is alkalmas sport- és iskolarepülőgép. A Chipmunk váltotta fel a kétfedeles és elavult Tiger Moth iskolagépeket. A de Havilland Canada által fejlesztett típust Kanadában, Nagy-Britanniában és Portugáliában is gyártották és ezen országok voltak a fő rendszeresítői.

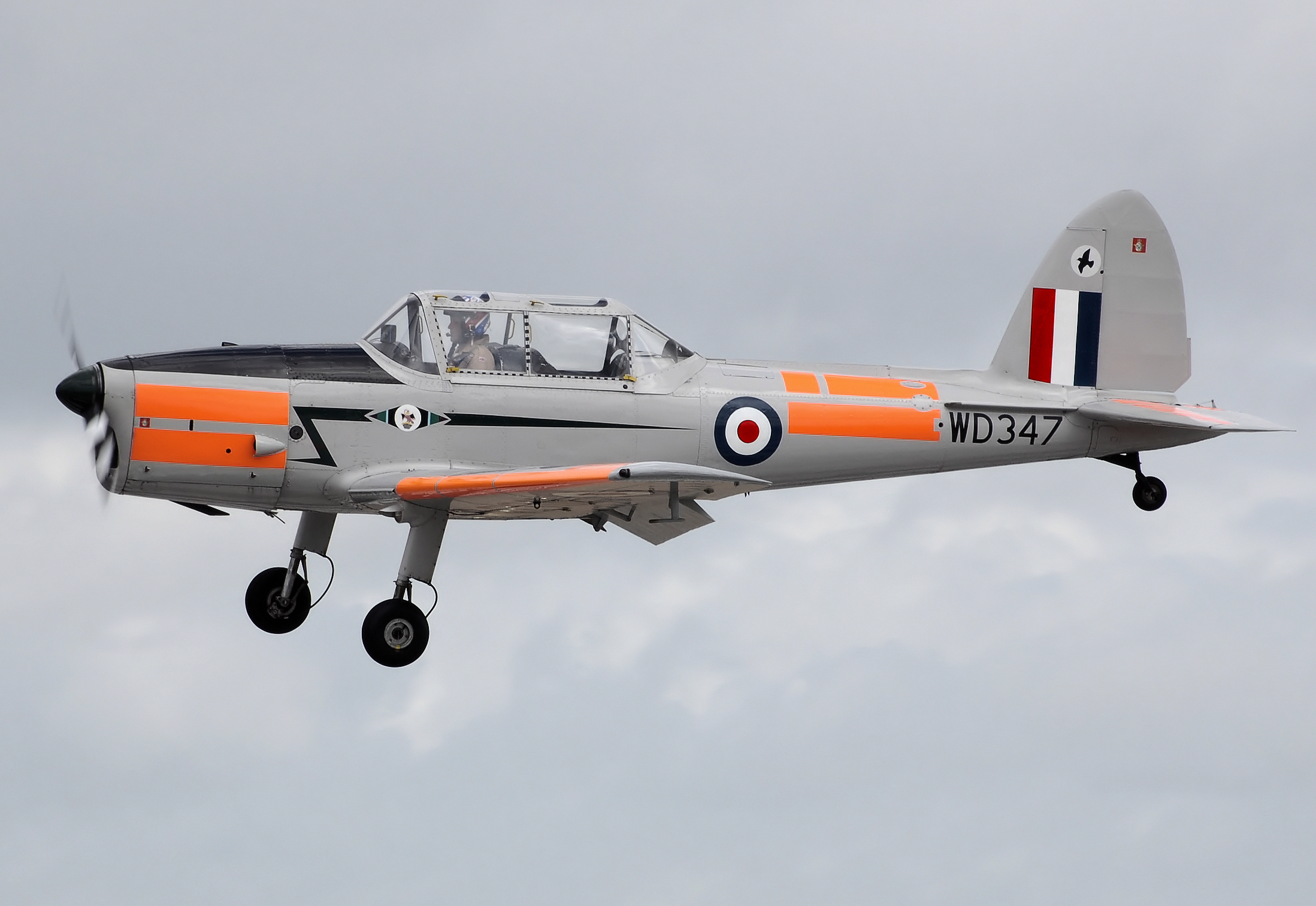
Chipmunk francia felségjellel (WD347)

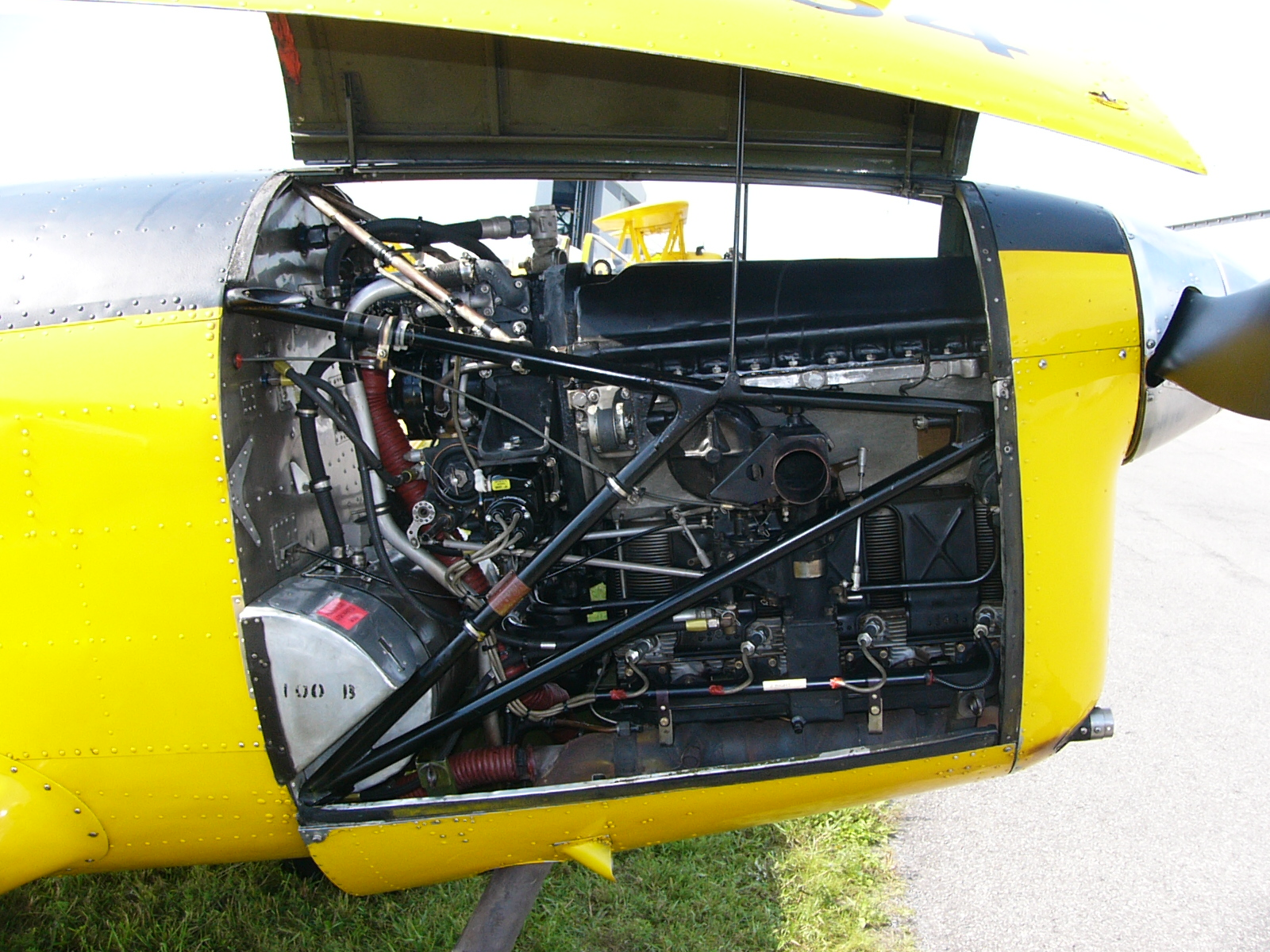
de Havilland Gipsy Major 8, soros, léghűtéses, dugattyús motor